# Jarešnik
Jarešnik (Servisch cyrillisch Јарешник) is een plaats in de Servische gemeente Bosilegrad. De plaats telt 96 inwoners (2002).